# Chapada das Mangabeiras (Piauí)
A região Chapada das Mangabeiras é uma dos doze Territórios de Desenvolvimento do Piauí, regiões criadas pela Lei Complementar Nº 87/2007 e ratificadas pela Lei 6.967/2017 , em que se dividem o estado para fins de planejamento político/administrativo e implementação de projetos intermunicipais entre localidades dentro do mesmo polo, além de fornecer dois assentos para os Conselhos do Governo do Piauí..

## Municípios
Municipalidades listadas em ordem alfabética:
- Alvorada do Gurgueia
- Avelino Lopes
- Barreiras do Piauí
- Bom Jesus
- Colônia do Gurgueia
- Corrente
- Cristalândia do Piauí
- Cristino Castro
- Curimatá
- Currais
- Eliseu Martins
- Gilbués
- Júlio Borges
- Manoel Emídio
- Monte Alegre do Piauí
- Morro Cabeça no Tempo
- Palmeira do Piauí
- Parnaguá
- Redenção do Gurgueia
- Riacho Frio
- Santa Filomena
- Santa Luz
- São Gonçalo do Gurgueia
- Sebastião Barros

Os municípios deste território se localizam em várias regiões geográficas intermediárias, utilizada para fins estatísticos do IBGE, incluindo todos os integrantes da Região Geográfica Imediata de Corrente e da Região Geográfica Imediata de Bom Jesus, exceptuando Eliseu Martins, que pertence à Região Geográfica Imediata de Canto do Buriti e Manoel Emídio, que pertence à Região Geográfica Imediata de Uruçuí e no passado faziam parte da Microrregião do Alto Médio Gurgueia e Microrregião das Chapadas do Extremo Sul Piauiense, exceptuando Santa Filomena, que fazia parte da Microrregião do Alto Parnaíba Piauiense, Colônia do Gurguéia, Manoel Emídio e Eliseu Martins, que faziam parte da Microrregião de Bertolínia. .